# Сефу ибн Хамид

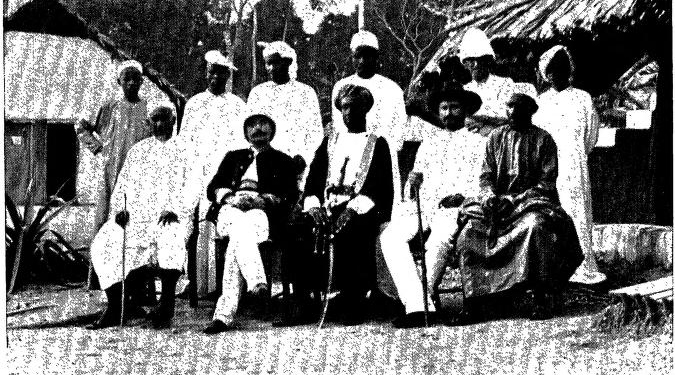
Сефу ибн Хамид (в центре) с двумя официальными лицами Свободного государства Конго из Force Publique: лейтенантом Джозефом Липпенсом и сержантом Анри Де Брюйне, на водопаде Стэнли, ок. 1891 года

Сефу ибн Хамид или Саиф ибн Хамед (1850 — 20 октября 1893) — арабский работорговец и административный чиновник из Занзибара. Сын Типпу Тиба, который также был работорговцем. Погиб во время Конго-арабской войны.

## Биография
В 1887 году его отец Типпу Тиб стал губернатором округа Стэнли-Фолс в Свободном государстве Конго. Сефу ибн Хамид представлял своего отца в регионе Касонго, в восточном Конго, где вёл войну вместо него.
В течение марта и апреля 1892 года Сефу неоднократно нападал на караваны Свободного государства Конго в восточном Конго, включая торговцев слоновой костью, что привело к началу Конго-арабской войны.
19 сентября 1892 года, потерпев поражение, вождь сонге Гонго Лютете предал Сефу бин Хамида и перешел на сторону Force Publique. В ответ на это Сефу отправил резидента Касонго, лейтенанта Джозефа Липпенса, и его адъюнкта сержанта Анри Де Брюйне под домашний арест. Сефу призвал пересмотреть границы своих территорий и потребовал от генерал-губернатора Франсиса Дани передать ему Гонго Лютете путём обмена пленных. 15 ноября де Брюйне сопроводили к Франсису Дани, чтобы сообщить ему о требованиях Сефу. Дани отказался выполнять эти условия, и Де Брюйне вернулся в Касонго. Сефу бин Хамид считал это актом войны.
Сефу пересёк реку Ломами с 10 000 солдатами, из них около 500 занзибарских офицеров, а остальные конголезцы. Он установил два форта на реке, где его войско атаковало Force Publique и ему пришлось отступить. В отместку он отдал приказ убить Липпенса и Де Брюйне в Касонго 1 декабря 1892 года. После захвата Касонго 22 апреля 1893 Force Publique обнаружили могилы Липпенса и Де Брюйне, они также нашли дневники Эмина-паши, в которых указано, что он был убит 23 октября 1892 года.
Последняя большая битва произошла 20 октября 1893 года на реке Луама, западнее озера Танганьика. В ней Сефу потерпел поражение и был убит в бою.